# Szopo Nizsaradze
Szopo Nizsaradze (grúz betűkkel: სოფო ნიჟარაძე; Tbiliszi, 1986. február 6.), a nemzetközi médiában használt angol írásmódban Sopho Nizharadze, grúz énekesnő.
A 2010. február 27-én megrendezett nemzeti döntőben nyerte el az indulás jogát a 2010-es Eurovíziós Dalfesztiválra. A Grúz Közszolgálati Televízió által rendezett döntőn hat számot énekelt el, melyek közül a Shine kapta a legtöbb szavazatot.
2010. május 27-én lépett fel először, a második elődöntőben a fellépési sorrendben tizenhatodikként, a horvát Feminnem Lako je sve című száma után, és a török maNga We Could Be The Same című száma előtt. Összesen 106 pontot szerzett, ami a harmadik helyet jelentette a tizenhét fős mezőnyben, ami elegendő volt a döntőbe jutáshoz.
2010. május 29-én lépett fel a döntőben tizenharmadikként, a brit Josh That Sounds Good To Me című száma után, és a török maNga We Could Be The Same című száma előtt. A szavazás során 136 pontot szerzett, ami a kilencedik helyet jelentette a Dalverseny huszonöt fős döntőjében.

## Fordítás
- Ez a szócikk részben vagy egészben  a   Sopho Nizharadze című angol Wikipédia-szócikk fordításán alapul.  Az eredeti cikk szerkesztőit annak laptörténete sorolja fel. Ez a jelzés csupán a megfogalmazás eredetét és a szerzői jogokat jelzi, nem szolgál a cikkben szereplő információk forrásmegjelöléseként.